# Ширак (гавар)
Шира́к (арм. Շիրակо файле [ʃiɾɑ́k]) — историко-географический регион на территории исторической Армении, в области Айрарат, в северо-восточной части Армянского нагорья. Гавар провинции Айрарат Великой Армении.  В настоящее время восточная часть гавара входит в состав Армении (Ширакская область), западная — Турции (Карс). Политический и культурный центр средневекового Армянского царства (885—1045). В Шираке руины древней армянской столицы Ани (ныне в Турции).

## Историческая география
Гавар Ширак располагалась на средней части бассейна реки Ахурян. На западе граничила с гаваром Вананд, на юге — с Аршаруником, на востоке — с Арагацотном, на севере — с гаварами Ашоцк и Ташир провинции Гугарк.

## История

### Античность и Средневековье

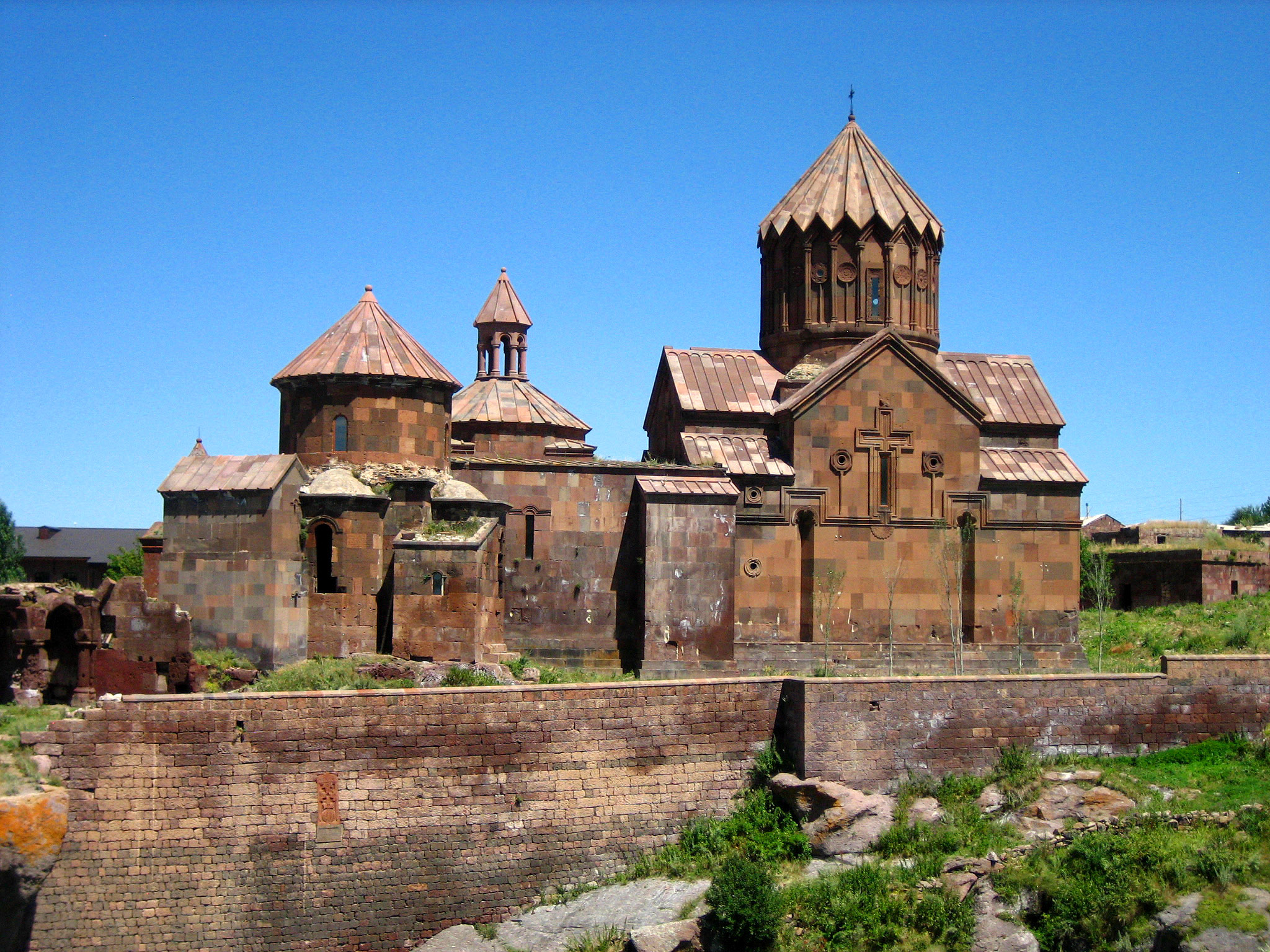
Монастырь Аричаванк, 1201 год

Согласно античному армянскому преданию, упоминавшемуся Мовсесом Хоренаци, гавар получил своё название от имени Шара — одного из потомков Хайка — легендарного прародителя армянского народа.
В II—I веках до н. э. гавар Ширак входил в состав Великой Армении династии Арташесидов, в I—V веках н. э. — династии Аршакидов. В начале IV века Трдат Великий передаёт область родственному армянским Аршакидам роду Камсаракан. С этого периода гавар переживает культурный и экономический подъём. В V—середине VII веков Ширак входит в состав Марзпанской Армении. В 783 году, под натиском арабских завоевателей, Камсараканы передают области Ширак и Аршаруник Багратидам. С конца VIII века Ширак и Аршаруник становятся их центральными владениями.
Особое политическое, культурное и экономическое значение Ширак приобретает в IX—XI веках — в эпоху существования Армянского царства. Ширак был ядром государства, а сам он называлось также Анийское или Ширакским.
В 961 году Ани — город, расположенный в центре Ширака, — становится столицей Армении. Важное культурное и экономическое значение приобретают Агарак, Аргина, Багаран, Дпреванк, Ереруйк, Арич, Хцконк, Мармашен, Мрен, Ширакаван, Текор и т. д. После падения Армянского царства Ширак переживает культурный и экономический упадок. В 1072 году территория входила в передлы Анийского эмирата Шеддадидов. Следующий подъём связан с освобождением области Закарянами в 1199 году, когда в Шираке правит армянская династия Вачутян. Историческая область в 1236 году Ани был захвачен монголами, которые владеют им до XIV века.
В XV—XVII вв. Ширак многократно подвергалась разрушительным походам туркоманских кочевых племён, Сефевидов и османов.

### Новое и Новейшее время
В середине XVI века Шурагель был разделён (по реке Ахурян) между Сефевидами и Оттоманской империей. В административном отношении восточный Шурагель входил в состав вилаета (позднее — беглярбегства) Чухурсаад, с сер. XVIII в. — в состав Эриванского ханства; западный — в состав Карсский пашалык, а позднее —  Российской империи.

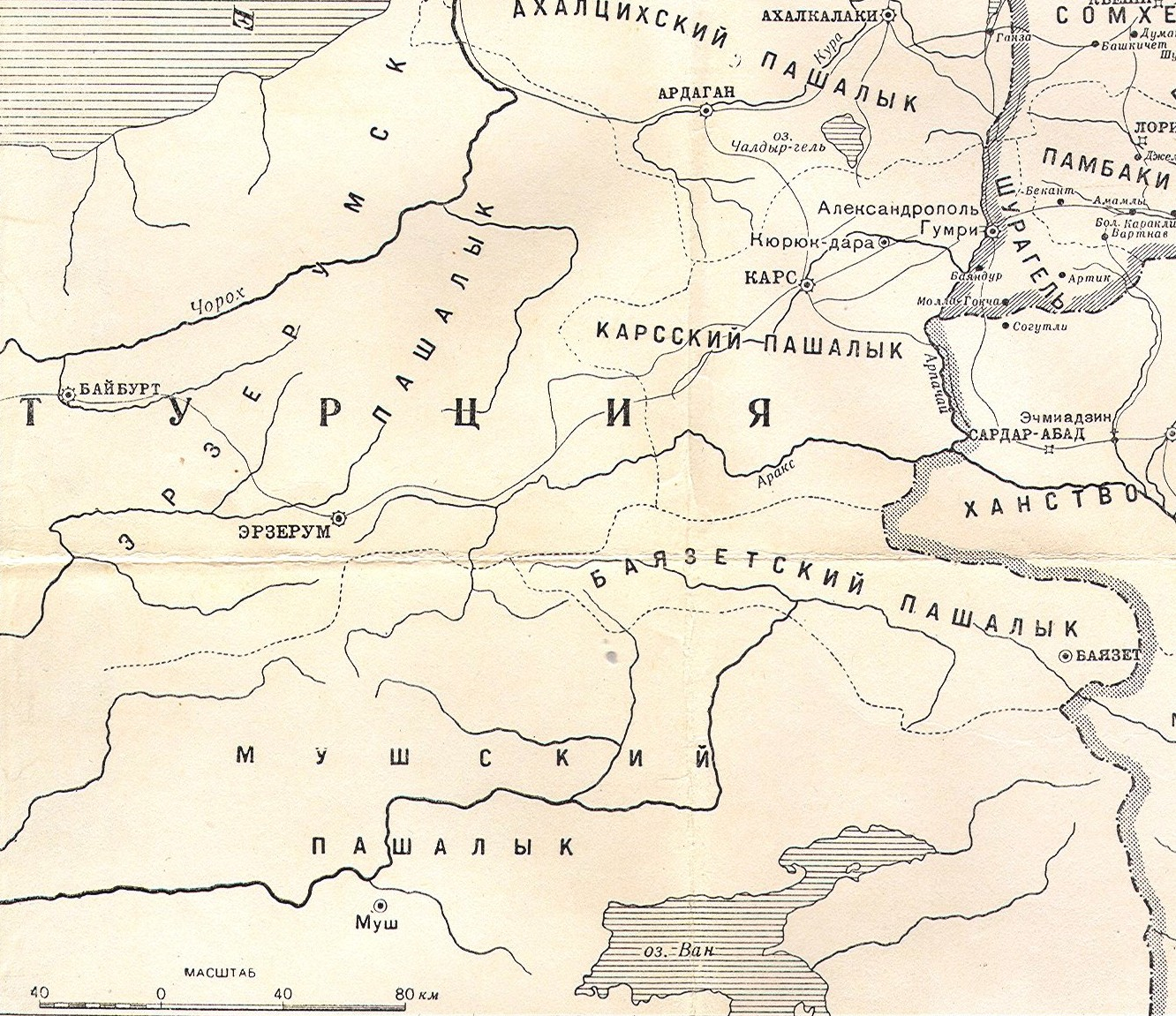
Ширак (Шурагель) на карте 1902 года

В 1805 году восточный Шурагель (Шурагельский султанат), которым на тот период правил Будах-султан, был занят русскими войсками и по Гюлистанскому мирному договору 1813 года отошёл к Российской империи. После присоединения Ширака к Российской империи, здесь была образована Памбако-Шорагяльская дистанция.
В ходе русско-персидской войны 1826—1828 гг. армянское население области оказывало активную помощь русским войскам.
В 1828 году в ходе русско-турецкой войны русские войска заняли также западную часть исторической области Ширак — правобережье Ахуряна, однако уже осенью 1829 года по условиям Адрианопольского мира оставили её. В 1829—1830 гг. тысячи армян переселились с правобережья Ахуряна, из Карса и Эрзурума на российскую территорию.
В первой половине XIX века на эту территорию переселяются тюрки (азербайджанцы).
В 1837 году на месте древнего поселка Кумайри и укрепления Гумры был основан город Александрополь, названный так в честь императрицы Александры Фёдоровной. В 1849 году в составе Эриванской губернии был образован Александропольский уезд. Осенью 1853 года армяно-русские силы под командованием генерала В. О. Бебутова вновь заняли правобережье Ахуряна, однако после неудачного исхода Крымской войны покинули его в 1856 году. Окончательно эта территория была занята русскими войсками в 1877—1878 гг. во время очередной русско-турецкой войны.
За короткое время Александрополь становится значительным городом Восточной Армении, железнодорожным узлом (с 1899 года), экономическим и культурным центром (в 1914 году более 50 тыс. жителей). В 1920 году Ширак был оккупирован Турцией. Согласно Карсскому договору, граница между Советской Арменией и Турцией прошла по реке Ахурян.
В настоящее время восточная часть региона входит в состав Армении (Ширакская область), западная — Турции (Карс).

## Исторические памятники
(на территории Армении)
- Ереруйкская базилика — IV век
- Лмбатаванк — VI век
- Мастара — VII век
- Церковь св. Аствацацин (Богородицы) в Пемзашене — VII век
- Церковь св. Геворга в Гарнаовите — VII в.
- Монастырь Мармашен — X век
- Аричаванк — XIII век

(на территории современной Турции)
- Мренский собор — VII век[19]
- Церковь Сурб Аменапркич — IX век [20]
- Церковь Абугамренц — X век [21]
- Анийский собор — XI век [21]
- Церковь Сурб Пркич (Спасителя) — XI век [21]
- Монастырь Хцконк — IX—XIII вв.

### Галерея

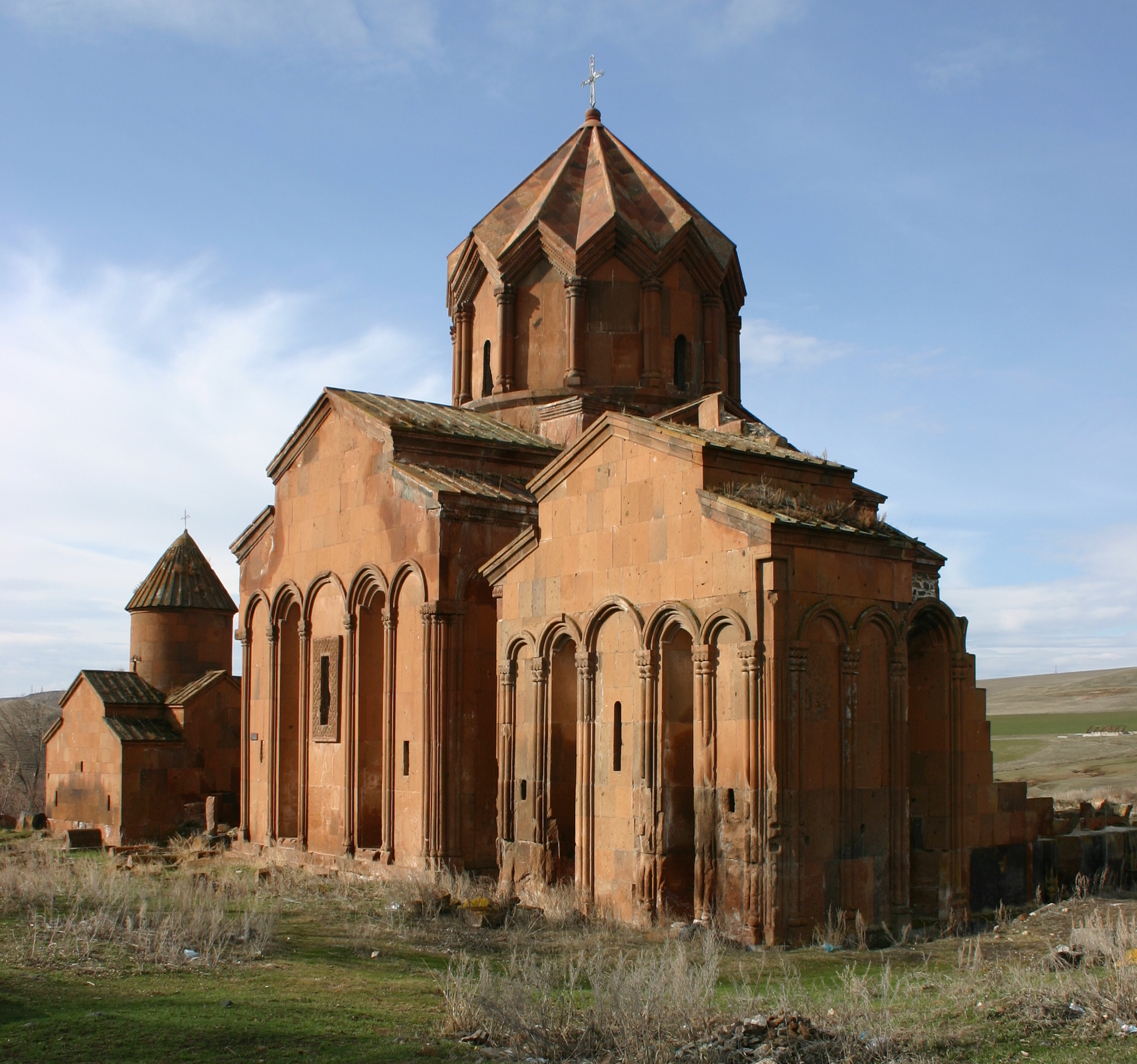
Монастырь Мармашен, 988—1029 годы
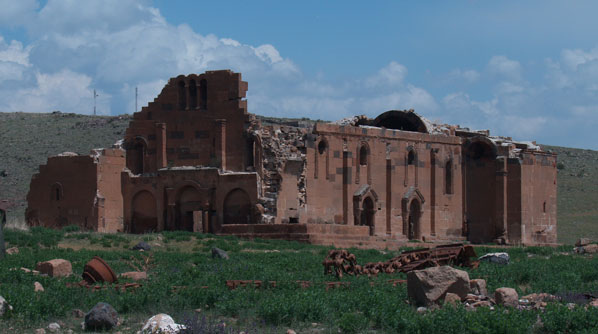
Ереруйкская базилика, IV век
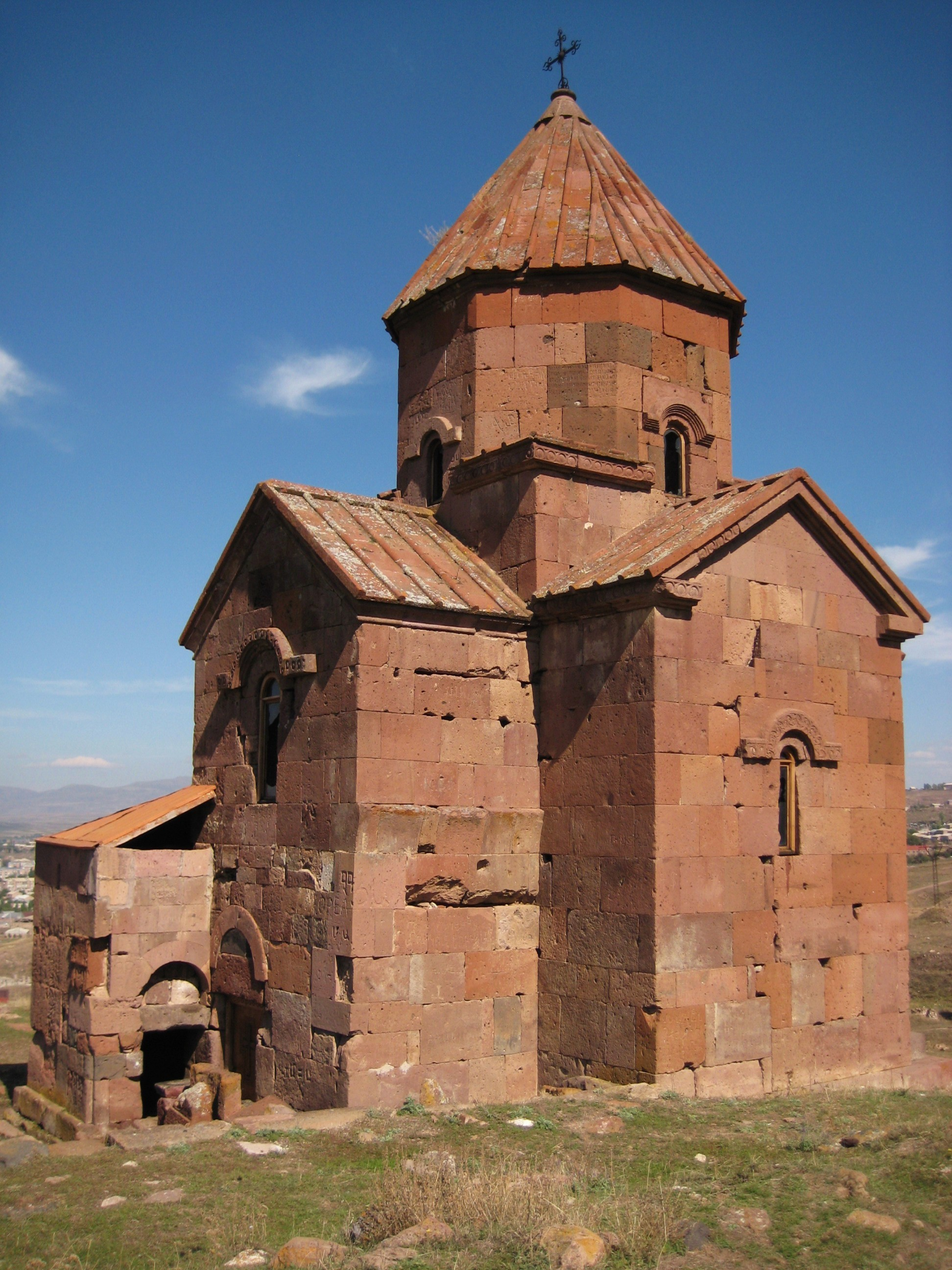
Лмбатаванк, VI век
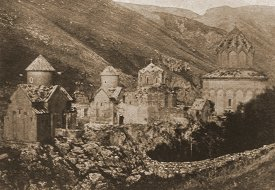
Монастырь Хцконк, IX—XIII вв.
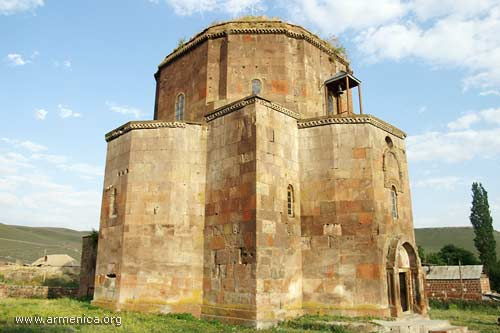
Мастара, VII век
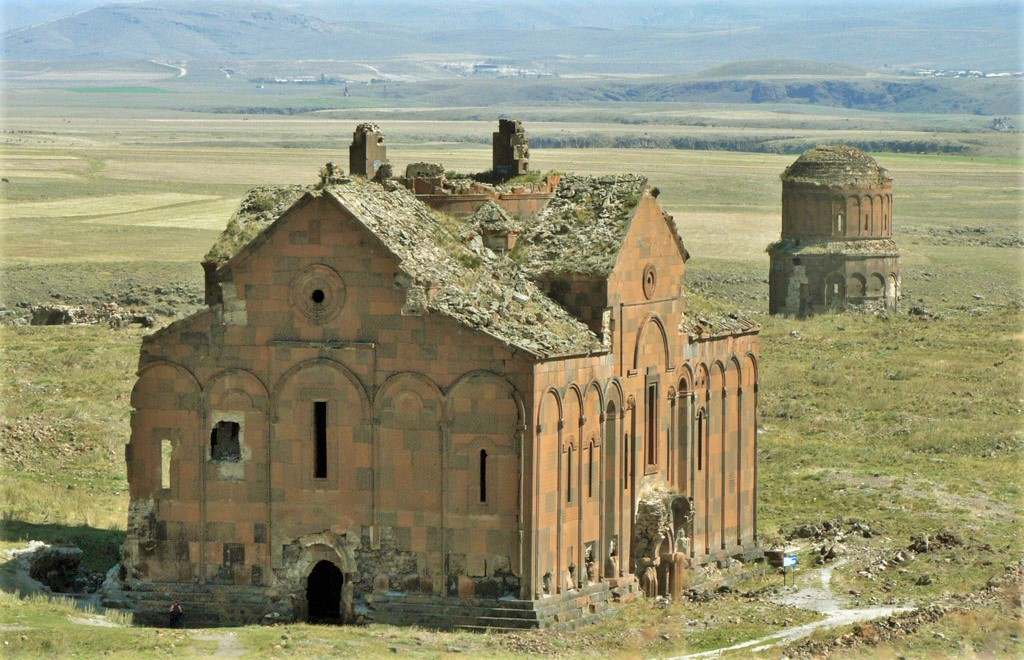
Анийский собор,  989—1001 годы
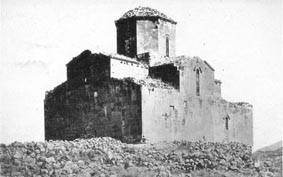
Мренский собор, VII век

## Известные уроженцы

### Средневековье
Анания Ширакаци (VII век) — средневековый армянский географ, картограф, историк и астроном